# Drunken Lullabies
Drunken Lullabies è il secondo studio album della band folk punk/celtic punk Flogging Molly, pubblicato nel febbraio del 2002.
Ha raggiunto la posizione #157 nella Billboard 200.

## Tracce
1. Drunken Lullabies – 3:50
2. What's Left of the Flag – 3:38
3. May the Living Be Dead (In Our Wake) – 3:50
4. If I Ever Leave This World Alive – 3:21
5. The Kilburn High Road – 3:43
6. Rebels of the Sacred Heart – 5:11
7. Swagger – 2:05
8. Cruel Mistress – 2:57
9. Death Valley Queen – 4:18
10. Another Bag of Bricks – 3:45
11. The Rare Ould Times – 4:06
12. The Son Never Shines (On Closed Doors) – 4:24

## Formazione
- Dave King - voce, chitarra acustica, bodhrán, banjo, spoons, cori
- Bridget Regan - fiddle, tin whistle, uilleann pipes, cori
- Dennis Casey - chitarra elettrica, cori
- Nathen Maxwell - basso, voce
- Bob Schmidt - mandolino, mandola, banjo, bouzouki, cori
- George Schwindt - batteria, percussioni, bodhran

## Drunken Lullabiesnella cultura di massa
- La canzone Drunken Lullabies è presente sia nel videogioco Tony Hawk's Pro Skater 4[3] sia nella compilation Rock Against Bush, Vol. 2.